# Kinderzahnheilkunde

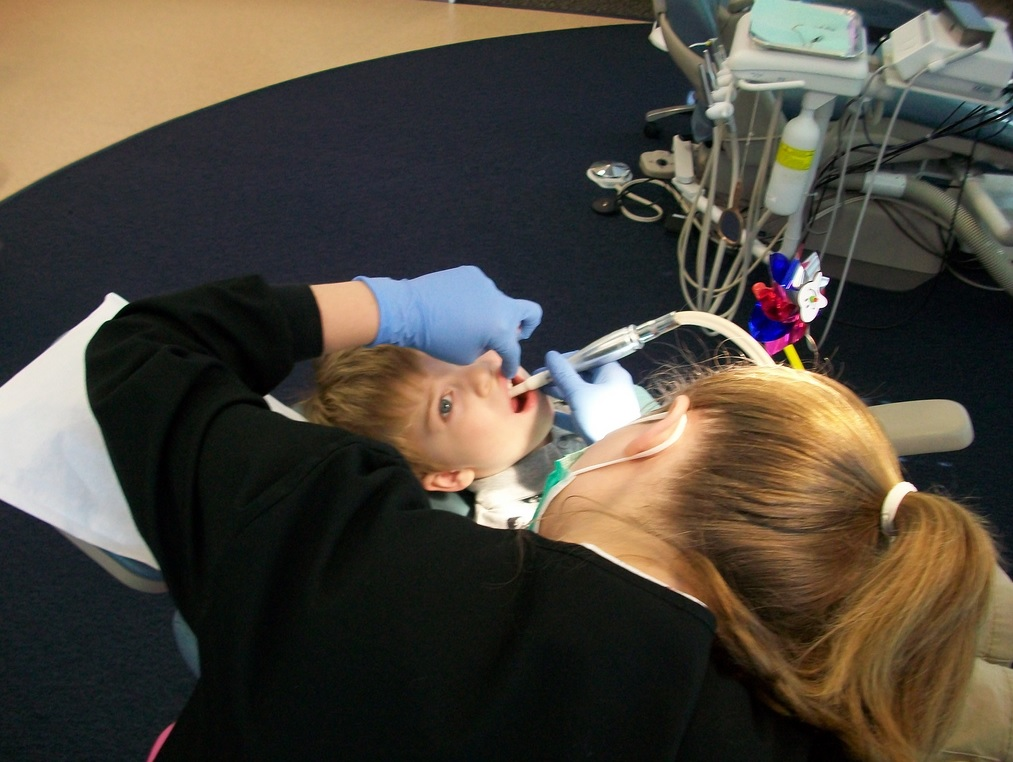
Zahnbehandlung beim Kind

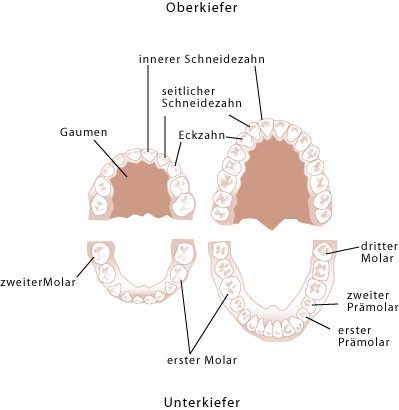
Milchgebiss und Erwachsenengebiss im Vergleich

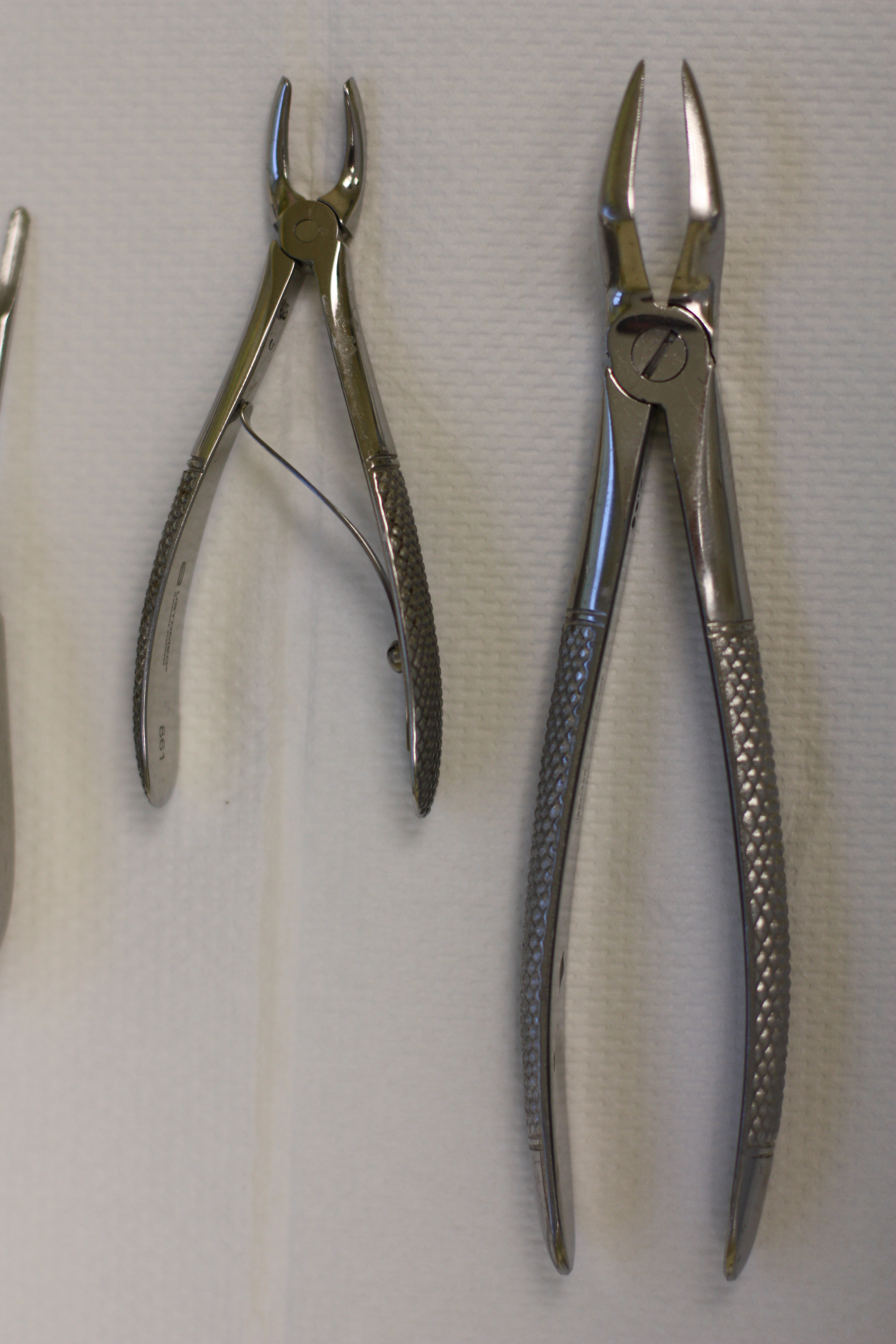
Links: Milchzahnzange; rechts: Extraktionszange für Erwachsene

Kinderzahnheilkunde befasst sich mit der speziellen Behandlung aller Krankheiten im Zahn-, Mund- und Kieferbereich während der Kindheit, also von der Geburt bis zur Pubertät.
Die Kinderzahnheilkunde begann Ende des 18. Jahrhunderts als eigenständiger Zweig in der Zahnheilkunde. In vielen Ländern haben Zahnärzte begonnen, spezielle Behandlungsprogramme oder Untersuchungsprogramme für Kinder zu entwickeln. Das erste Prophylaxe-Programm wurde vermutlich 1851 von Amédée-Jules-Louis François dit Talma (A.-F. Talma, 1792–1864) in Belgien entwickelt. Talma war Zahnarzt des belgischen Königs Leopold I.
Die Kinderzahnheilkunde unterscheidet sich erheblich von der Erwachsenzahnheilkunde durch die folgenden Umstände:
- Das Kindergebiss entwickelt sich noch; das Schädelwachstum ist zum Beispiel noch nicht abgeschlossen. Die Kinder haben Milchzähne und bekommen erst ab dem 6. Lebensjahr die bleibenden Zähne.
- Die psychologischen Begleitumstände einer Kinderbehandlung unterscheiden sich erheblich von der Erwachsenenpsychologie.
- Im Kindesalter wird die Voraussetzung für die Erhaltung der Zähne bis ins hohe Alter gelegt. Im Kindesalter werden die Grundlagen für die mögliche Angst vor der zahnärztlichen Behandlung gelegt.
- Bei Kindern kann leichter ein Bedürfnis zur Mundhygiene geweckt werden.
- Kinder sind keine kleinen Erwachsenen, die mit denselben Behandlungskonzepten wie Erwachsene behandelt werden können. Es müssen andere Behandlungskonzepte entwickelt werden, die sich an den anatomischen und physiologischen Eigenschaften von Kindern orientieren. Und auch die geistige Entwicklung des Kindes muss berücksichtigt werden.

Behandlungsbereiche in der Kinderzahnheilkunde:
- 1. Präventive Maßnahmen
  - a. Prophylaxe mit dem Ziel der Zahngesundheit und der richtigen Zahnstellung
  - b. Ernährungsberatung
  - c. Fluoridierung der Zähne
  - d. Fissurenversiegelung
- 2. Behandlung der Karies, der Pulpa- und parodontalen Erkrankungen
- 3. frühkindliche kieferorthopädische Behandlung
- 4. Behandlung von Unfallfolgen